# Hażlach (gemeente)
De gemeente Hażlach is een landgemeente in het Poolse woiwodschap Silezië, in powiat Cieszyński.
De zetel van de gemeente is in Hażlach.
Op 30 juni 2004 telde de gemeente 9708 inwoners.

## Oppervlakte gegevens
In 2002 bedroeg de totale oppervlakte van gemeente Hażlach 49,02 km², waarvan:
- agrarisch gebied: 72%
- bossen: 16%

De gemeente beslaat 6,71% van de totale oppervlakte van de powiat.

## Demografie
Stand op 30 juni 2004:
| Omschrijving                   | Totaal | Totaal | Vrouwen | Vrouwen | Mannen | Mannen |
| ------------------------------ | ------ | ------ | ------- | ------- | ------ | ------ |
| eenheid                        | aantal | %      | aantal  | %       | aantal | %      |
| inwoners                       | 9708   | 100    | 4950    | 51      | 4758   | 49     |
| bevolkingsdichtheid (inw./km²) | 198    | 198    | 101     | 101     | 97,1   | 97,1   |

In 2002 bedroeg het gemiddelde inkomen per inwoner 1159,04 zł.

## Plaatsen
- Hażlach (dorp van de gemeente)
- Pogwizdów, Kończyce Wielkie, Zamarski, Rudnik, Brzezówka

## Aangrenzende gemeenten
Cieszyn, Dębowiec, Strumień, Zebrzydowice. De gemeente grenst aan Tsjechië.